# Потенциометър
Потенциометърът е резистор с 3 извода, с който е възможно при промяната на съпротивлението чрез плъзгащ контакт в електрическата верига, да се променя изходното електрическото напрежение в предварително конструктивно зададени граници. Плъзгащият контакт на този пасивен компонент е единия от изходните електроди и работи като делител на напрежение. Ако се използват само двата му края действа като регулируем резистор (реостат).

## Теория
Потенциометърът е пасивен градивен елемент в електрическите вериги и като товар се използва за делител на напрежението от един източник. Чрез преместването на плъзгача се променя съотношението на съпротивленията между неговите два крайни електрода. С това се променя изходното електрическото напрежение, предадено на паралелно включения товар към потенциометъра.
Падът на напрежение върху товара на потенциометъра RL се определя с формулата:
{\displaystyle V_{\mathrm {L} }={R_{2}R_{\mathrm {L} } \over R_{1}R_{\mathrm {L} }+R_{2}R_{\mathrm {L} }+R_{1}R_{2}}\cdot V_{s}.}
Съпротивлението на резистора RL обикновено се избира от по-голямо до много по-голямо в сравнение с другите съпротивления на делителя в двата края на регулируемия обхват. Този избор не е случаен – с това не се влияе съществено и не се променя работния режим на генератора предхождащ потенциометъра. При несъществена промяна на тока от изхода на генератора, независимо от преразпределението на токовете в паралелната електрическа верига на потенциометъра и неговия товар, се запазва избраната работна точка на генератора (напр. усилвател), което е условие за добра работа на конкретната електрическа схема и функционирането на електронното устройство в цялост. Като товар в електрониката може да се разглеждат високоомните входни съпротивления, например на операционен усилвател или на различни схеми на усилватели. Изходното напрежение на потенциометъра VL при апроксимиране на RL може да се изчисли приблизително чрез просто уравнение:
{\displaystyle V_{\mathrm {L} }={R_{2} \over R_{1}+R_{2}}\cdot V_{s}.}

## Конструкция
Потенциометрите се правят от резистивен елемент, плъзгаща се контактна четка, електроди, механизъм движещ контактната четка и корпус. В зависимост от потребностите се произвеждат потенциометри с голямо разнообразие във формата, мощността, използвания резистивен материал и начина за монтаж.
- според формата на корпуса и движението на четката – кръгли и линейни;
- според използвания съпротивителен материал – жични или с нанесен въглероден слой;
- според начина за монтаж – за обемен и за печатен монтаж;
- според закона за промяната на съпротивлението – потенциометри с пропорционална промяна на съпротивлението и потенциометри с логаритмична промяна на съпротивлението;
- според потребността за управление – потенциометри за непрекъснато регулиране или управление по време на експлоатация на прибора с промяна на положението на контактната четка, и такива които задават работни режими на отделни електронни вериги и състоянието им не се променя по време на експлоатация. Последните се наричат тример потенциометри.

Потенциометри с цилиндрична форма използват резистивен елемент оформен като сектор от кръг. Двата края се свързват към два от трите електрода. Към третия електрод (предимно средния) се свързва контактната четка. При линейните потенциометри четката се движи по права линия вместо да се върти.

## Приложение
Потенциометрите се използват главно за управление на електрически и електронни устройства. Обикновено се включват към електрическата верига като товар, а електрическия потенциал между единия от двата му края и плъзгащата част, е управляващ за следващия електронен или електрически елемент. Позицията на плъзгача на потенциометъра дава визуална индикация за настройката, което позволява маркиране на степени върху панела за управление на уреда в който е вграден. Потенциометрите рядко се използват за регулиране на мощност по-голяма от 1 W, защото загубите от протичането на електрически ток в потенциометъра се определят не само от стойността на неговото общо съпротивление, но и от паралелно включеното съпротивление на товара между средната и една от крайните му точки. При сложното разпределение на електрическия ток в тази верига, загубите може да се окажат значителни и в потенциометъра може да се отделя топлина водеща до функционалното му разрушаване. Поради това потенциометрите се произвеждат не само с маркирана стойност на резистивния елемент, но и с маркирана мощност.
Замърсяване може да се получи по цялата част, където се движи четката, което прави ефективното уплътнение по-трудно, за да не компрометира надеждността на уреда. Предимство за този елемент е, че позицията на плъзгача дава визуална индикация за настройката на уреда.